# Мирошников, Алексей Геннадьевич
Алексей Геннадьевич Мирошников (род. 8 мая 1974, Воскресенск, Московская область) — советский и российский хоккеист, защитник.

## Биография
Воспитанник воскресенского «Химика», дебютировал в команде 16 декабря 1991 года в гостевом матче против усть-каменогорского «Торпедо» (5:7), проведя единственный матч в сезоне высшей лиги; также сыграл три матча за команду второй лиги «Вятич» Рязань. Играл за «Марс» Тверь (1992/93), «Химик» Воскресенск (1993/94 — 1996/97, 2000/01), «Сокол» Луховицы (1993/94), «Рубин» Тюмень (1997/98 — 1998/99), «Амур» Хабаровск — один матч в сезоне 1999/2000, «Витязь» Подольск (1999/2000 — 2000/01), «Сибирь» (2000/01), «Липецк» (2001/02 — 2003/04), «Дмитров» (2004/05), «Титан» Клин (2005/06 — 2007/08), «Газпром-ОГУ» Оренбург (2007/08), «Платина» Кишинёв (чемпионат Румынии 2011/12).
Бронзовый призёр хоккейного турнира зимней Универсиады 1995 года.
Детский тренер — «Олимпиец» (Балашиха, 2009/10), в петербургских школах «Бульдоги» (2012—2013), ГСДЮШОР (2014—2018), «Красные медведи» (2018—2023), «Питер» (2024/25).